# Epauloecus unicolor
Epauloecus unicolor is een keversoort uit de familie klopkevers (Ptinidae). De wetenschappelijke naam van de soort werd in 1783 gepubliceerd door Mathias Piller en Ludwig Mitterpacher von Mitterburg. De soort komt voor in Europa.